# Illmitz
Illmitz (węg. Illmic) – gmina targowa w Austrii, w kraju związkowym Burgenland, w powiecie Neusiedl am See. Liczy 2,38 tys. mieszkańców (1 stycznia 2014).

## Współpraca
Miejscowość partnerska:
- Kirchentellinsfurt, Niemcy